# William Lashly

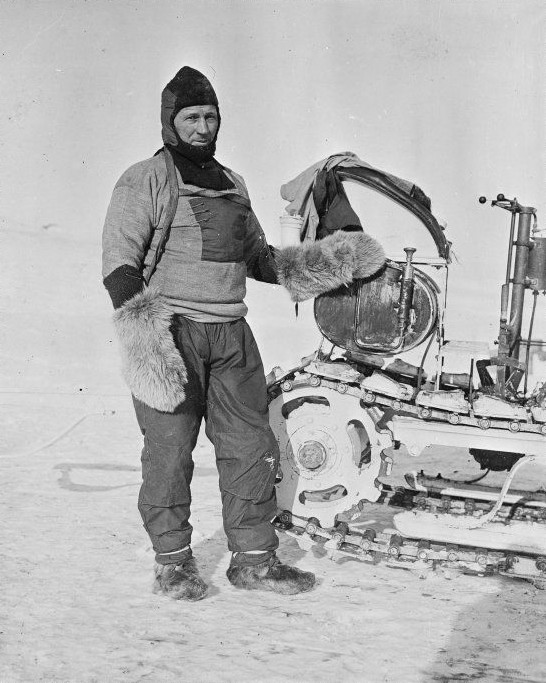
William Lashly als Teilnehmer der Terra-Nova-Expedition (1911)

William Lashly (* 25. Dezember 1867 in Hambledon, Hampshire, England; † 12. Juni 1940 ebenda) war ein britischer Polarforscher.

## Leben
Lashly ging bis zu seinem 13 Lebensjahr zur Schule, bevor er zunächst gemeinsam mit seinem Vater als Dachdecker und später als Beamter tätig war. Nachdem er 1889 der Royal Navy beigetreten war, bei der er schließlich als Chefheizer auf der HMS Duke of Wellington diente, nahm er an Robert Falcon Scotts erster Antarktisreise, der Discovery-Expedition (1901–1904), teil. Während dieser Forschungsreise war Lashly an mehreren Erkundungsmärschen im Zielgebiet beteiligt.
Nachdem er zwischenzeitlich als Ausbilder am Royal Naval College, Osborne tätig gewesen war, nahm er auch an Scotts Terra-Nova-Expedition teil. Dort gehörte er unter anderem einer von mehreren Unterstützungsgruppen an, die Scott und vier Begleitern den Vorstoß zum geographischen Südpol ermöglichten. Lashly kehrte nach Erreichen einer südlichen Breite von 87° 32′ auf dem Polarplateau gemeinsam mit Tom Crean und Edward Evans als letzte Unterstützungsgruppe zum Basislager auf der Ross-Insel zurück. Auf dem Rückweg erkrankte Evans lebensbedrohlich an Skorbut. Etwa 50 km südlich des Basislagers verblieb Lashly mit ihm in einem Zelt auf dem Ross-Schelfeis, während Crean in einem zweitägigen Gewaltmarsch allein zur Hut-Point-Halbinsel eilte, um Hilfe zu holen. Durch diese Maßnahme konnten Lashly und Crean das Überleben von Evans sichern und wurden hierfür mit der Albert Medal ausgezeichnet.
Nach Ende dieser Expedition quittierte Lashly seinen Dienst bei der Königlichen Marine, meldete sich aber bei den Reservisten. Während des Ersten Weltkrieges diente er nacheinander auf den Kriegsschiffen Irresistible und Amethyst. Nach dem Ende des Krieges war Lashly beim britischen Zoll in Cardiff beschäftigt. 1932 ging er in den Ruhestand und lebte danach in einem Haus in seinem Geburtsort Hambledon, das er nach einem Kap in der Antarktis Minna Bluff benannte.
Nach Lashly sind der Lashly-Gletscher und die Lashly Mountains im ostantarktischen Viktorialand benannt.